# If I Could Do It All Over Again, I'd Do It All Over You
If I Could Do It All Over Again, I'd Do It All Over You es el segundo álbum de estudio de la banda británica de rock psicodélico Caravan. 
Caravan había lanzado su álbum debut en el año 1969, logrando cierto éxito en vivo y había aparecido en la televisión del Reino Unido y Alemania a principios de 1969. Por desgracia, su sello discográfico, Verve Records cerró sus operaciones británicas y el grupo se quedó sin editora; su Guitarrista Pye Hastings recordó más adelante "esa situación realmente nos dejó en el limbo".  La banda se reagrupó y continuó actuando en directo. En una de esas actuaciones, David Hitchcock, productor de  Decca Records, vio a la banda tocar en el London Lyceum y recomendó a su jefe, Hugh Mendl para la compañía.
las sesiones de grabación comenzaron en el Tangerine Studios on Balls Pond Road, Dalston, Londres en septiembre de 1969, con  Robin Sylvester como técnico de sonido y el trabajo de producción de la propia banda. Hastings recuerda  que esto causó problemas, ya que cada miembro de la banda quería que su instrumento fuera más relevante que los otros. La banda grabó algunos temas, pero éstos fueron abandonados mientras salían de gira debido a la popularidad que estaban alcanzando en el circuito universitario en Gran Bretaña y Europa.  Retomaron en febrero del año siguiente  y grabaron las canciones en el disco principalmente en vivo en una cinta de 8 pistas. Lo más destacado de las sesiones era una pieza de jazz-rock de catorce minutos ensamblada a partir de varias secciones presentadas por la banda, llamada "For Richard".  El teclista David Sinclair compone la estructura básica, mientras que el bajista Richard Sinclair escribió la melodía principal. Hastings invitó a su hermano Jimmy  en el saxofón y la flauta, que se convertiría en una característica habitual de trabajo en el estudio Caravan.
El título del álbum y título de la canción que da título es a menudo atribuido como referencia a a Spike Milligan pero igualmente posiblemente también haga referencia a una canción de Bob Dylan llamada 'All Over You ". La portada pertenece a Holland Park, Londres y fue fotografiada por David Jupe.
"Hello, Hello",  fue lanzado como single en agosto de 1970, lo que llevó a una aparición en Top of the Pops de la BBC. El álbum fue lanzado el mes siguiente en el Reino Unido, y en marzo de 1971 en los EE. UU.
"For Richard" se convirtió en una pieza básica de espectáculos en directo para Caravan.
En 2001 fue remasterizado con la adición de bonus tracks, incluyendo las sesiones abandonadas de septiembre de 1969.

## Lista de canciones
Cara A
1.	"If I Could Do It All Over Again, I'd Do It All Over You"  	3:07
2.	"And I Wish I Were Stoned / Don't Worry"  	8:20
3.	"As I Feel I Die"  	5:06
4.	"With an Ear to the Ground / You Can Make It / Martinian / Only Cox / Reprise"  	9:54

Cara B
1.	"Hello Hello"  	3:45
2.	"Asforteri 25"  	1:21
3.	"Can't Be Long Now / Françoise / For Richard / Warlock"  	14:21
4.	"Limits"  	1:35

## Créditos

### Caravan
- Richard Sinclair: Voz, bajo, guitarra acústica.
- Pye Hastings: Voz y guitarras.
- David Sinclair: Órgano Hammond, piano, mellotron, vocales armónicas.
- Richard Coughlan: Batería, percusión.

### Músicos adicionales
- Jimmy Hastings: Flauta, saxofón tenor, piccolo.

- Robin Sylvester – engineer
- David Jupe – photography and graphics
- Terry King – mánager
- Maurice Haylett – road manager